# Уайетт, Дэвид
Дэвид Уайетт (англ. David K. Wyatt; 21 сентября 1937, Фичбург, Массачусетс, США — 15 ноября 2006, Итака, Нью-Йорк) — американский историк, специалист по Юго-Восточной Азии, в первую очередь по истории Таиланда. Его книга «Таиланд. Краткая история» (Thailand. A Short History) является одной из основных по данной теме на английском языке.

## Биография
Вырос в Айове, получил степень бакалавра в Гарвардском университете (1959), затем магистерскую степень в Бостонском университете (1960), в 1966 году защитил докторскую диссертацию в Корнеллском университете. С 1969 года и до выхода на пенсию в 2002 году преподавал в Корнеллском университете.